# Rapport Allaire
Pour les articles homonymes, voir Allaire.
Un Québec libre de ses choix : Rapport du Comité constitutionnel du Parti libéral du Québec (plus connu sous le titre « rapport Allaire ») est le rapport du comité constitutionnel du Parti libéral du Québec déposé à l'occasion du 25e congrès des membres du Parti. Le rapport, publié le 28 janvier 1991, proposait au Parti libéral la voie à suivre au niveau constitutionnel pour faire suite à l'échec de l'accord du Lac Meech. 
Le rapport, adopté par les membres du parti, représentait un changement de cap radical par rapport aux cinq conditions initiales qui avaient jusque-là chapeauté les négociations constitutionnelles du Québec.

## Contexte
En février 1990 durant la dernière phase du processus de ratification de Meech, Le Parti libéral du Québec réaffirma son adhésion à l'Accord et établit, sous la présidence de M. Jean Allaire, un comité interne chargé de définir une position constitutionnelle pour la ronde de négociations qui suivrait la proclamation de Meech. 
L'Accord du lac Meech avait une grande valeur symbolique et on y insistait beaucoup sur le droit du Québec de participer activement au développement constitutionnel futur du Canada. Il aurait reconnu au Québec le statut de société distincte au sein du Canada, et consacré l'exigence déjà inscrite dans nos lois que trois des neuf juges de la Cour suprême proviennent du barreau québécois de droit civil. Cet accord aurait également accordé un veto au Québec - et à toutes les provinces - sur la réforme des institutions nationales et la création de nouvelles provinces dans les territoires. Il aurait limité par une contrainte l'exercice du pouvoir de dépenser du Parlement et accru l'autorité du Québec sur l'immigration (domaine où la Constitution prévoit un partage des compétences entre Ottawa et les provinces). Le rapport Allaire - qui fut adopté par le Parti libéral du Québec - rejetait cette approche et était carrément centré sur une nouvelle répartition des pouvoirs qui aurait considérablement accru les compétences du Québec aux dépens du Parlement fédéral. Il recommandait une nouvelle structure politique canadienne qui renforcerait l'union économique canadienne tout en accordant l’autonomie politique à l'État québécois, principalement en établissant l'autorité législative exclusive du Québec dans 22 domaines, allant des affaires sociales, de la culture, de la santé, de la politique familiale et de la politique de la main-d'œuvre aux communications, à l'environnement, à l'agriculture et à la sécurité publique.
Le rapport recommandait également la tenue au Québec, avant la fin de l'automne de 1992, d'un référendum portant soit sur une proposition de réforme Québec-Canada, soit sur l'accession du Québec à la souveraineté.
Le rapport Allaire se voulait une tentative de faire contrepoids à la montée du sentiment nationaliste au Québec après l'échec de Meech, mais nombreux sont ceux, ailleurs au pays, qui l'ont rejeté parce qu'ils le trouvaient irréaliste.

## Postérité
À la suite du rejet de son rapport par le PLQ, Jean Allaire créa, avec Mario Dumont, un nouveau parti politique : l'Action démocratique du Québec.